# Бейтар-Іліт
Бейтар-Іліт (івр. בֵּיתָר עִלִּית) — ізраїльське поселення на Західному березі річки Йордан. Розташоване на Юдейських горах в 10 км на південь від Єрусалиму. Друге за кількістю населення місто в окрузі Юдея і Самарія.

## Назва
Бейтар-Іліт названо на честь біблійного міста-фортеці Бейтар, розташованого в 1 км від поселення.

## Історія
Бейтар-Іліт було засноване у 1985 році як перше місто для ультра-ортодоксальних євреїв (харедім). Засновниками поселення стали учні сіоністської єшиви Магон Меїр. У 2001 році поселення отримало статус міста. Усі вулиці міста названо на честь ультра-ортодоксальних діячів юдаїзму, рабинів та авторів книг.

## Населення
Перші жителі поселення з'явились у 1990 році. На сьогоднішній день 100% жителів міста складають ультра-ортодоксальні євреї харедім, 50% з яких є хасидами.

## Освіта
В місті багато дитячих садків, навчальних закладів Талмуд-тора, єшив, колелів та шкіл для дівчаток.

## Транспорт
Між Бейтар-Іліт діє регулярне автобусне сполучення з Єрусалимом, Бейт-Шемешем, Бней-Браком, Модіїн Ілітом та Ельадом.